# Alcolea del Río
Alcolea del Río és una localitat de la província de Sevilla, Andalusia, Espanya. L'any 2005 tenia 3.331 habitants. La seva extensió superficial és de 50 km² i té una densitat de 66,6 hab/km². Les seves coordenades geogràfiques són 37° 37′ N, 5° 40′ O. Està situada a una altitud de 321 metres i a 53 kilòmetres de la capital de la província, Sevilla.

## Història
Fou l'antiga Arba de la que parla Plini; en el període romà s'anomenà Flavia; els àrabs li donaren el seu nom actual Alcolea, i la reconquistaren els cristians l'any 1247.
Des del 26 d'abril del 2016 té en funcionament una planta fotovoltaica de 2.160 kW pic, producció equivalent a l'ús de prop 1.300 llars. Es tracta del primer projecte de Generació Kwh de la cooperativa Som Energia, una opció per impulsar projectes de generació elèctrica renovable, i oferir una alternativa col·lectiva per superar la retirada d'incentius als projectes renovables i a les barreres a l'autoproducció individual.

## Demografia
| 1996  | 1998  | 1999  | 2000  | 2001  | 2002  | 2003  | 2004  | 2005  |
| ----- | ----- | ----- | ----- | ----- | ----- | ----- | ----- | ----- |
| 3.398 | 3.385 | 3.350 | 3.392 | 3.366 | 3.382 | 3.328 | 3.336 | 3.331 |